# Körösbánlakai erdő
Körösbánlakai erdő (Bălnaca-Groși), település Romániában, a Partiumban, Bihar megyében.

## Fekvése
Körösbánlaka mellett fekvő település.

## Története
Körösbánlaki erdő korábban Körösbánlaka része volt. 1956-ban vált önálló településsé.
1910-ben 217 lakosából 213 román, 3 magyar volt.
1956-ban 333 lakosa volt.
2002-es népszámláláskor 168 lakosából 163 román, 5 cigány volt.